# Tipula bimacula
Tipula bimacula är en tvåvingeart som beskrevs av Theowald 1980. Tipula bimacula ingår i släktet Tipula och familjen storharkrankar. Inga underarter finns listade i Catalogue of Life.